# هيلموت بيلر
هيلموت بيلر (بالألمانية: Helmut Bieler)‏ (و. 1940 – 2019 م) هو ملحن، وعازف بيانو، وقائد جوقة، ومعلم موسيقى، وأستاذ جامعي ألماني، ولد في غيرسفلد، يستخدم آلات بيانو، توفي عن عمر يناهز 79 عاماً.

## جوائز
حصل على جوائز منها:

جائزة مدينة نورنبرغ ‏ (1980)